# Ajania variifolia
Ajania variifolia là một loài thực vật có hoa trong họ Cúc. Loài này được (C.C.Chang) Tzvelev mô tả khoa học đầu tiên năm 1961.